# Eschborn–Frankfurt
Eschborn–Frankfurt (prej Rund um den Henninger-Turm, Eschborn-Frankfurt City Loop in Rund um den Finanzplatz Eschborn-Frankfurt) je pomladanska enodnevna mini klasična kolesarska dirka v Nemčiji, ki jo prirejajo od leta 1962. Start dirke je v frankurtskem predmestju Eschborn, cilj pa v samem centru mesta Frankfurt. Dirka je že od začetka tradicionalno na sporedu na praznični prvi maj.
Od leta 2017 naprej je del svetovne serije UCI World Tour in je poleg dirke Hamburg Cyclassics, edina nemška dirka na najvišjem nivoju. Organizator dirke je Amaury Sport Organisation (ASO).

## Zgodovina
Prva dirka leta 1962 znana kot "Rund um den Henninger Turm Frankfurt" (Okoli Frankurstskega stolpa Henninger) je imela start in cilj v središču Frankfurta. Brata Hermann in Erwin Moos sta želela promovirati takrat novozgrajeni silos hmelja, stolp pivovarne Henninger, ki je bil glavni sponzor vse od začetka pa do 2008, ko je prvič spremenila ime v "Eschborn-Frankfurt City Loop" (Mestna zanka Eschborn–Frankfurt). 
Leta 2009 je spet spremenila ime v "Rund um den Finanzplatz Eschborn-Frankfurt" (Okoli finančnega središča Eschborn-Frankfurt). Status največje enodnevne dirke v Zahodni Nemčiji je dirka dobila leta 1967, ko so iz koledarja zaradi težav z prometom črtali pozno aprilsko dirko Pariz–Bruselj.
Leta 1995 je bila dirka v koledarju serije UCI Road World Cup, najpomembnejših 10 enodnevnih dirk.
Od leta 2017 je v koledarju del svetovne serije UCI World Tour, leto kasneje pa je dobila trenutno ime.

## Trasa
Dirka poteka skozi gozdnato pogorje Taunus, zahodno od Frankfurta, po vijugasti in hriboviti progi s približno 1500 metri vzpona. Stalni so vzponi na Feldberg, Ruppershain in Mammolshain. Slednji vzpon, na katerega gredo dvakrat, ima maksimalni naklon kar 26%. Dirka se konča s tremi krogi po 4,5 kilometra v središču Frankfurta.
Do leta 2008 je bil start in cilj dirke na Hainer Weg in pozneje na ulici Darmstädter Landstraße, pred Henninger Tower. 
Od leta 2009, se dirka začne v predmestju Eschborn, 13 kilometrov zahodno od središča Frankfurta – cilj pa je bil pred razvijajočim se stanovanjskim kompleksom Riedberg. Od leta 2010 naprej je cilj dirke pred Alte Oper (Stara Opera), Frankfurtsko koncertno dvorano in bivšo operno hišo v središču mesta Frankurt am Main.

## Moški

### Zmagovalci po letih
| Leto                                             | Zmagovalec                           | Drugi                                | Tretji                               |
| ------------------------------------------------ | ------------------------------------ | ------------------------------------ | ------------------------------------ |
| ↓ "Rund um den Henninger-Turm" ↓                 |                                      |                                      |                                      |
| 1962                                             | Armand Desmet                        | Huub Zilverberg                      | Rik Van Looy                         |
| 1963                                             | Hennes Junkermann                    | Willi Altig                          | Jean Stablinski                      |
| 1964                                             | Clément Roman                        | François Mahé                        | Yvo Molenaers                        |
| 1965                                             | Jean Stablinski                      | Frans Verbeeck                       | Georges Van Coningsloo               |
| 1966                                             | Barry Hoban                          | Walter Godefroot                     | Willy Planckaert                     |
| 1967                                             | Daniel Van Ryckeghem                 | Willy Planckaert                     | Georges Van Coningsloo               |
| 1968                                             | Eddy Beugels                         | Valere Van Sweevelt                  | Herman Van Springel                  |
| 1969                                             | Georges Pintens                      | Michele Dancelli                     | Herman Van Springel                  |
| 1970                                             | Rudi Altig                           | Joop Zoetemelk                       | Ottavio Crepaldi                     |
| 1971                                             | Eddy Merckx                          | Jos Deschoenmaecker                  | Lucien Aimar                         |
| 1972                                             | Gilbert Bellone                      | Eddy Merckx                          | Noël Van Tyghem                      |
| 1973                                             | Georges Pintens                      | Jürgen Tschan                        | Freddy Maertens                      |
| 1974                                             | Walter Godefroot                     | Eddy Merckx                          | Frans Verbeeck                       |
| 1975                                             | Roy Schuiten                         | Frans Verbeeck                       | Walter Godefroot                     |
| 1976                                             | Freddy Maertens                      | Frans Verbeeck                       | Roger De Vlaeminck                   |
| 1977                                             | Gerrie Knetemann                     | Dietrich Thurau                      | Frans Verbeeck                       |
| 1978                                             | Gregor Braun                         | Rudy Pevenage                        | Hennie Kuiper                        |
| 1979                                             | Daniel Willems                       | Henk Lubberding                      | Gregor Braun                         |
| 1980                                             | Gianbattista Baronchelli             | Francesco Moser                      | Alfons De Wolf                       |
| 1981                                             | Jos Jacobs                           | Dietrich Thurau                      | Daniel Willems                       |
| 1982                                             | Ludo Peeters                         | Jostein Wilmann                      | Sean Kelly                           |
| 1983                                             | Ludo Peeters                         | Leo van Vliet                        | Luc Colijn                           |
| 1984                                             | Phil Anderson                        | Eric Vanderaerden                    | Sean Kelly                           |
| 1985                                             | Phil Anderson                        | Johan Lammerts                       | Rolf Gölz                            |
| 1986                                             | Jean-Marie Wampers                   | Steve Bauer                          | Michael Wilson                       |
| 1987                                             | Dag Otto Lauritzen                   | Peter Stevenhaagen                   | Henk Lubberding                      |
| 1988                                             | Michel Dernies                       | Rolf Sorensen                        | Giovanni Mantovani                   |
| 1989                                             | Jean-Marie Wampers                   | Martial Gayant                       | Claudio Chiappucci                   |
| 1990                                             | Thomas Wegmüller                     | Jan Wijnants                         | Peter Winnen                         |
| 1991                                             | Johan Bruyneel                       | Johan Museeuw                        | Martin Earley                        |
| 1992                                             | Frank Van Den Abeele                 | Claudio Chiappucci                   | Frans Maassen                        |
| 1993                                             | Rolf Sorensen                        | Maximilian Sciandri                  | Eddy Bouwmans                        |
| 1994                                             | Olaf Ludwig                          | Andreas Kappes                       | Emmanuel Magnien                     |
| 1995                                             | Francesco Frattini                   | Jens Heppner                         | Massimo Podenzana                    |
| 1996                                             | Beat Zberg                           | Jens Heppner                         | Rolf Sorensen                        |
| 1997                                             | Michele Bartoli                      | Bjarne Riis                          | Mauro Gianetti                       |
| 1998                                             | Fabio Baldato                        | Nicolai Bo Larsen                    | Stefano Garzelli                     |
| 1999                                             | Erik Zabel                           | Léon van Bon                         | Alberto Ongarato                     |
| 2000                                             | Kai Hundertmarck                     | Matteo Tosatto                       | Jens Heppner                         |
| 2001                                             | Markus Zberg                         | Davide Rebellin                      | Kurt Van De Wouwer                   |
| 2002                                             | Erik Zabel                           | Jo Planckaert                        | Sergej Ivanov                        |
| 2003                                             | Davide Rebellin                      | Erik Zabel                           | Igor Astarloa                        |
| 2004                                             | Karsten Kroon                        | Danilo Hondo                         | Johan Coenen                         |
| 2005                                             | Erik Zabel                           | Alejandro Borrajo                    | Markus Zberg                         |
| 2006                                             | Stefano Garzelli                     | Gerald Ciolek                        | Danilo Hondo                         |
| 2007                                             | Patrik Sinkewitz                     | Kurt Asle Arvesen                    | Dario Cataldo                        |
| ↓ "Eschborn-Frankfurt City Loop" ↓               |                                      |                                      |                                      |
| 2008                                             | Karsten Kroon                        | Davide Rebellin                      | Mauricio Ardila                      |
| ↓ "Rund um den Finanzplatz Eschborn-Frankfurt" ↓ |                                      |                                      |                                      |
| 2009                                             | Fabian Wegmann                       | Karsten Kroon                        | Christian Knees                      |
| 2010                                             | Fabian Wegmann                       | Geert Verheyen                       | Bert Scheirlinckx                    |
| 2011                                             | John Degenkolb                       | Jérôme Baugnies                      | Michael Matthews                     |
| 2012                                             | Moreno Moser                         | Dominik Nerz                         | Sergej Firsanov                      |
| 2013                                             | Simon Špilak                         | Moreno Moser                         | André Greipel                        |
| 2014                                             | Alexander Kristoff                   | John Degenkolb                       | Jérôme Baugnies                      |
| 2015                                             | odpovedano zaradi splošne nevarnosti | odpovedano zaradi splošne nevarnosti | odpovedano zaradi splošne nevarnosti |
| 2016                                             | Alexander Kristoff                   | Maximiliano Richeze                  | Sam Bennett                          |
| 2017                                             | Alexander Kristoff                   | Rick Zabel                           | John Degenkolb                       |
| ↓ "Eschborn-Frankfurt" ↓                         |                                      |                                      |                                      |
| 2018                                             | Alexander Kristoff                   | Michael Matthews                     | Oliver Naesen                        |
| 2019                                             | Pascal Ackermann                     | John Degenkolb                       | Alexander Kristoff                   |
| 2020                                             | odpovedano zaradi pandemije covid-19 | odpovedano zaradi pandemije covid-19 | odpovedano zaradi pandemije covid-19 |
| 2021                                             | Jasper Philipsen                     | John Degenkolb                       | Alexander Kristoff                   |
| 2022                                             | Sam Bennett                          | Fernando Gaviria                     | Alexander Kristoff                   |
| 2023                                             | Soren Kragh Andersen                 | Patrick Konrad                       | Alessandro Fedeli                    |
| 2024                                             | Maxim Van Gils                       | Alex Aranburu                        | Riley Sheehan                        |
| 2025                                             | Michael Matthews                     | Magnus Cort                          | Jon Barrenetxea                      |

### Večkratni zmagovalci
| Zmage | Kolesar            | Edicija                |
| ----- | ------------------ | ---------------------- |
| 4     | Alexander Kristoff | 2014, 2016, 2017, 2018 |
| 3     | Erik Zabel         | 1999, 2002, 2005       |
| 2     | Georges Pintens    | 1969, 1973             |
| 2     | Karsten Kroon      | 1982, 1983             |
| 2     | Phil Anderson      | 1984, 1985             |
| 2     | Georges Pintens    | 1986, 1989             |
| 2     | Karsten Kroon      | 2004, 2008             |
| 2     | Fabian Wegmann     | 2009, 2010             |

### Zmagovalci po državah
| Zmage | Država              |
| ----- | ------------------- |
| 19    | Belgija             |
| 13    | Nemčija + ZRN       |
| 7     | Italija             |
| 5     | Nizozemska          |
| 5     | Norveška            |
| 3     | Švica               |
| 3     | Avstralija          |
| 2     | Danska              |
| 2     | Francija            |
| 1     | Združeno kraljestvo |
| 1     | Irska               |
| 1     | Slovenija           |